# 科尔达 (印度)
科尔达（Khordha）是印度奥里萨邦库尔达县的一个城镇。总人口39034（2001年）。

## 人口
该地2001年总人口39034人，其中男性20347人，女性18687人；0—6岁人口4288人，其中男2184人，女2104人；识字率78.04%，其中男性为83.59%，女性为72.01%。